# Hum (Buzet)
Hum (Italiaans: Colmo; Duits: Cholm) is een gehucht en stadje dat gelegen is op het Kroatische schiereiland Istrië. Het plaatsje ligt op een hoogte van 400 meter, telt minder dan 30 inwoners en ligt vlak bij Roč. Tussen Hum en Roč loopt de "Aleja glagoljaša" (Glagolitische laan). Het is een wandelroute langs voornamelijk stenen kunstwerken die verband houden met het Glagolitisch schrift.
Hum geldt als het kleinste stadje ter wereld.
De weinige straten van dit ommuurde stadje kunnen in minder dan een halfuur belopen worden. Niettemin heeft Hum een museum annex galerie met kunstwerken.
Hum wordt bestuurd door een eigen burgemeester, die jaarlijks wordt gekozen. Iedere stemgerechtigde krijgt een raboš, een stuk hout met aan iedere kant de naam van een kandidaat. De stemgerechtigden van het dorp kerven een inkeping aan de kant van hun favoriete kandidaat. De kandidaat die het meest 'op z'n kerfstok' heeft, wint en is de nieuwe burgemeester.